# Carmen McRae (альбом, 1955)
Carmen McRae — студийный альбом американской джазовой певицы Кармен Макрей 1955 года. Это был второй альбом Макрей, выпущенный на лейбле Bethlehem Records как 10-дюймовая монофоническая пластинка. Альбом был переиздан на виниле в 1976 году как The Finest of Carmen McRae: You’d Be So Easy to Love, с дополнительным треком «Too Much in Love to Care». В 1994 году Bethlehem сделал цифровой ремастеринг записей и выпустили компакт-диск с шестью дополнительными треками, альтернативными дублями песен с оригинальных сессий.

## Отзывы критиков
| Оценки критиков                            | Оценки критиков |
| Источник                                   | Оценка          |
| ------------------------------------------ | --------------- |
| AllMusic                                   | ·               |
| Encyclopedia of Popular Music              | [ 4 ]           |
| The Rolling Stone Jazz & Blues Album Guide | [ 5 ]           |

Рецензент Скотт Яноу из AllMusic поставил альбому три с половиной звезды и отметил, что «В целом музыка приятная, но не слишком запоминающаяся, и хочется, чтобы было больше разнообразия».

## Список композиций
1. «You’d Be So Easy to Love» (Коул Портер) — 2:26
2. «If I’m Lucky (I’ll Be the One)» (Чак Дарвин, Полетт Жирар) — 3:17
3. «Old Devil Moon» (Йип Харбург, Бертон Лэйн) — 2:40
4. «Tip Toe Gently» (Мэт Мэтьюс, Полетт Жирар) — 2:40
5. «You Made Me Care» (Чак Дарвин, Полетт Жирар) — 2:09
6. «Last Time for Love» (Кармен Макрей) — 3:05
7. «Misery» (Тони Скотт) — 3:53

Бонус-трек переиздания 1976 года
1. «Too Much in Love to Care» (Кэрролл Коатс, Джеймс Кригсманн) — 2:33

Бонус-треки переиздания 1994 года
1. «Too Much in Love to Care» (Alternate take) — 3:19
2. «Old Devil Moon» (Alternate stereo) — 2:37
3. «You Made Me Care» (Alternate stereo) — 2:09
4. «Too Much in Love to Care» (Alternate stereo) — 2:20
5. «Last Time for Love» (Alternate stereo) — 3:03

## Участники записи
- Кармен Макрей — вокал

Треки 1—4
- Херби Мэнн — флейта, саксофон-тенор
- Мэт Мэтьюс — аккордеон
- Манделл Лоу — гитара
- Уэнделл Маршалл — контрабас
- Кенни Кларк — барабаны

Треки 5—8
- Тони Скотт — кларнет, фортепиано (7)
- Дик Кац — фортепиано
- Скип Фосетт — контрабас
- Ози Джонсон — барабаны